# 于三江·加米
于三江·加米（1930年—），男，维吾尔族，新疆伊宁人，中国弹布尔演奏家、作曲家、木卡姆艺术家，曾任中国音乐家协会常务理事。